# Конфедерація Нової Англії
Конфедерація Нової Англії або Об'єднані колонії Нової Англії (англ. United Colonies of New England, англ. New England Confederation)  — ситуативний військовий союз англійських колоній Массачусетс, Плімут, Коннектикут і Нью-Хейвен під егідою пуританської церкви для захисту від індіанців, голландської колонії Нові Нідерланди і розв'язання внутрішніх конфліктів. Виник у 1643 році і розпався у 1675 після перемоги колоністів у Першій індіанській війні та ліквідації Англією Колонії Массачусетської затоки.